# MS Oosterdam
MS Oosterdam es un crucero de la clase Vista de Holland America Line, una división de Carnival Corporation. Como segunda incorporación a la clase de barcos Vista de Holland America, Oosterdam es hermana de MS Noordam, MS Westerdam y MS Zuiderdam. El nombre del barco se deriva de la traducción holandesa para el punto de brújula oriental, y se pronuncia "OH-ster-dam".
El barco ha estado alternando cruceros de otoño / invierno a lo largo de la Riviera mexicana y el verano en Alaska. En otoño de 2011 visitó Hawái por primera vez. Sin embargo, después de enero de 2012, Holland America dejó la costa oeste de México, en parte debido a preocupaciones de seguridad en relación con la Guerra contra las drogas en México y en parte debido al mercado deprimido de cruceros en el sur de California; el Oosterdam se desplazará a Hawái, Australia y el Pacífico Sur.

## Botadura
Oosterdam fue bautizado por la Princesa Margriet de los Países Bajos. La ceremonia tuvo lugar en la ciudad fundadora de Holland America Line, Rótterdam, el 29 de julio de 2003. El evento se llevó a cabo durante tres días de celebraciones que marcaron el 130 aniversario de la compañía. El buque insignia conjunto de la flota, MS Rótterdam, se unió a Oosterdam para darle la bienvenida a la flota.

## Información técnica
Los espacios de maquinaria a bordo de Oosterdam son enormes y se extienden a lo largo de dos de sus cubiertas más bajas en la mayor parte del buque.
MS Oosterdam es impulsado por un sistema de propulsión CODAG que abarca cinco (tres de 16 cilindros y dos de 12 cilindros) motores diésel Sulzer ZAV40S (construido bajo licencia por Grandi Motori Trieste, ahora propiedad de Wärtsilä, en Trieste, Italia) y una turbina de gas GE LM2500, por lo que es uno de los pocos buques mercantes que funciona con dicha disposición. Está propulsado por dos propulsores ABB Azipod sincrónicos de agua dulce de 17,62 MW (23956,53 ps) y 160 rpm.
Sus dos salas de máquinas están separadas por una división de mamparo hermético. Cada sala de máquinas tiene sus propios sistemas de combustible, lubricación, refrigeración y distribución eléctrica, y es completamente independiente de la otra.
El agua potable del barco es producida por tres grandes plantas desalinizadoras de destello multielemento Alfa Laval.